# Campeonato Panamericano de Béisbol Sub-23 de 2022
El Campeonato Panamericano de Béisbol Sub-23 de 2022 fue la cuarta edición de la competición de béisbol oficial para jugadores menores a 23 años, organizado por la Confederación Panamericana de Béisbol y que se disputó en Aguascalientes, del 10 al 19 de junio de 2022.
El evento tuvo como sede principal el Parque de Béisbol Alberto Romo Chávez, con sede alterna en Estadio Ferrocarrilero.

## Participantes
| Grupo A     | Ranking |
| ----------- | ------- |
| México (L)  |         |
| Venezuela   |         |
| Cuba        |         |
| Puerto Rico |         |
| Nicaragua   |         |
| Argentina   |         |
| Team WBSC   |         |

## Formato
Se disputó en tres ronda.
Los siete equipos disputaron la primera ronda todos contra todos, los cuatro primeros clasificaron a la final.
La semifinal se disputó enfrentando el 1° vs 4° y 2° vs 3°, los equipos ubicados en el 4° y 5° lugar disputaron un juego por el quinto puesto.
Los ganadores de la semifinal jugaron el juego por el oro y los perdedores el juego por el bronce.

## Ronda de apertura
Se disputarán entre el 10 y el 16 de junio.

### Grupo Único
| México      | 6 | 0 | 1.000 | - |  |  |
| Nicaragua   | 4 | 2 | 0.667 | 2 |  |  |
| Cuba        | 4 | 2 | 0.667 | 2 |  |  |
| Venezuela   | 3 | 3 | 0.500 | 3 |  |  |
| Puerto Rico | 3 | 3 | 0.500 | 3 |  |  |
| Argentina   | 1 | 5 | 0.167 | 5 |  |  |
| Team WBSC   | 0 | 6 | 0.000 | 6 |  |  |
|             |   |   |       |   |  |  |

     – Clasificados a la semifinal.

     – Clasificados al juego por el quinto lugar

## Quinto lugar
| Equipo      | 1 | 2 | 3 | 4 | 5 | 6 | 7 | C | H | E |
| ----------- | - | - | - | - | - | - | - | - | - | - |
| Argentina   | 0 | 0 | 0 | 0 | 0 | 0 | 0 | 0 | 3 | 0 |
| Puerto Rico | 1 | 2 | 0 | 0 | 4 | 0 | X | 7 | 7 | 2 |

LG: Sebastian Rodríguez  LP: Juan Borras  

## Semifinal
| Equipo    | 1 | 2 | 3 | 4 | 5 | 6 | 7 | C | H | E |
| --------- | - | - | - | - | - | - | - | - | - | - |
| Cuba      | 0 | 1 | 0 | 0 | 1 | 0 | 4 | 6 | 7 | 3 |
| Nicaragua | 0 | 3 | 0 | 0 | 0 | 2 | 0 | 5 | 6 | 3 |

LG: Alex Guerra  LP: Alvaro Amador  SV: Marlon Vega  

| Equipo    | 1 | 2 | 3 | 4 | 5 | 6 | 7 | C | H | E |
| --------- | - | - | - | - | - | - | - | - | - | - |
| Venezuela | 0 | 0 | 0 | 0 | 0 | 0 | 0 | 0 | 5 | 5 |
| México    | 1 | 0 | 0 | 3 | 1 | 0 | X | 5 | 5 | 1 |

LG: Nestor Anguamea  LP: Wikelman Ramirez  

## Tercer lugar
| Equipo    | 1 | 2 | 3 | 4 | 5 | 6 | 7 | C | H | E |
| --------- | - | - | - | - | - | - | - | - | - | - |
| Nicaragua | 3 | 0 | 0 | 0 | 0 | 0 | 1 | 4 | 8 | 0 |
| Venezuela | 0 | 2 | 1 | 0 | 0 | 0 | 0 | 3 | 4 | 3 |

LG: Kevin Solis  LP: José Guzman  SV: Alvaro Amador  

## Final
| Equipo | 1 | 2 | 3 | 4 | 5 | 6 | 7 | C | H | E |
| ------ | - | - | - | - | - | - | - | - | - | - |
| México | 0 | 1 | 2 | 0 | 0 | 1 | 0 | 4 | 8 | 0 |
| Cuba   | 0 | 0 | 0 | 0 | 0 | 0 | 0 | 0 | 4 | 2 |

LG: Jordan Suarez  LP: Oscar Hernandez  

| Bandera de México |
| Campeón México    |
| Primer título     |

## Posiciones finales
La tabla muestra la posición final de los equipos, el récord.
| Pos                            | Equipo      | Record |
| ------------------------------ | ----------- | ------ |
|                                | México      | 8-0    |
|                                | Cuba        | 5-3    |
|                                | Nicaragua   | 5-3    |
| 4                              | Venezuela   | 3-5    |
| Eliminados en la primera ronda |             |        |
| 5                              | Puerto Rico | 4-3    |
| 6                              | Argentina   | 1-6    |
| 7                              | Team WBSC   | 0-6    |